# Zamek Bodiam
Zamek Bodiam (ang. Bodiam Castle) – zamek w Wielkiej Brytanii położony w Robertsbridge w East Sussex. 
Zamek otoczony fosą, został zbudowany 1385 roku przez Edwarda Dallyngrigge w obronie przed ewentualną inwazją francuską. 
W XV lub XVI wieku zamek został zdemolowany, prawdopodobnie podczas wojny domowej. Obiektem opiekuje się organizacja National Trust. Zbiera fundusze na odbudowę dachu. W XIX i XX wieku zamek został częściowo wyremontowany.